# Snelheidsdeken
Een snelheidsdeken is een neologisme dat sinds 2010 in Nederland in gebruik is om een specifieke snelheidsbeperkende maatregel op autosnelwegen te omschrijven.
Het is een tijdelijke verlaging van de maximumsnelheid over lange trajecten op autosnelwegen. De aangepaste snelheid van 50, 70 of 90 km/uur wordt door middel van matrixborden die boven de weg hangen getoond.
Deze maatregel wordt enerzijds gebruikt ten behoeve van de doorstroming (homogeniseren van verkeersstromen), anderzijds kan deze maatregel ingezet worden om de veiligheid te bevorderen. Bijvoorbeeld bij gevaarlijke rijomstandigheden door onzichtbare gladheid (onder meer ijzel).